# Minnesota State Route 74
Minnesota State Route 74 ist eine 48 Kilometer lange State Route im Südwesten des US-Bundesstaates Minnesota, die von Chatfield zum Mississippi River führt. Sie ist die einzige Straße des Highway-Systems Minnesotas, die einen unbefestigten Abschnitt enthält. 
Die Strecke führt von Norden nach Süden.
Die Straße beginnt an der Kreuzung des U.S. Highway 52 und der State Route 30 in Chatfield. Sie führt in nördlicher Richtung durch die Gemeinden Troy und Saratoga zur Kreuzung mit dem Interstate 90, die südlich von St. Charles liegt. In St. Charles bildet die Straße bis zur Zusammenführung mit der U.S. Highway 14 die Whitewater Avenue genannte Hauptstraße. Mit dem Highway 14 führt die Route 30 für etwas weniger als eine Meile nach Westen und biegt nach Norden ab, wo die Strecke durch den  Whitewater State Park und die Kleinstadt Elba führt. Am nördlichen Ende dieses Teilstücks bestehen 7 Meilen (11 km) der Straße aus einem unbefestigten Abschnitt mit geschotterter Oberfläche. Die Straße endet am U.S. Highway 61 in Weaver am Mississippi River.
Der Highway begann früher weiter südlich von Chatfield, sodass die Meilenzählung heute bei 20 beginnt. In Teilen folgt der Streckenverlauf einer alten Straße, die zu den ersten öffentlichen Straßen in Minnesota gehört.
Am 18. und 19. April zerstörte der Hochwasser führende Whitewater River (Minnesota) mehrere Brücken und wusch die Straße aus. 2008 waren alle Reparaturarbeiten abgeschlossen.

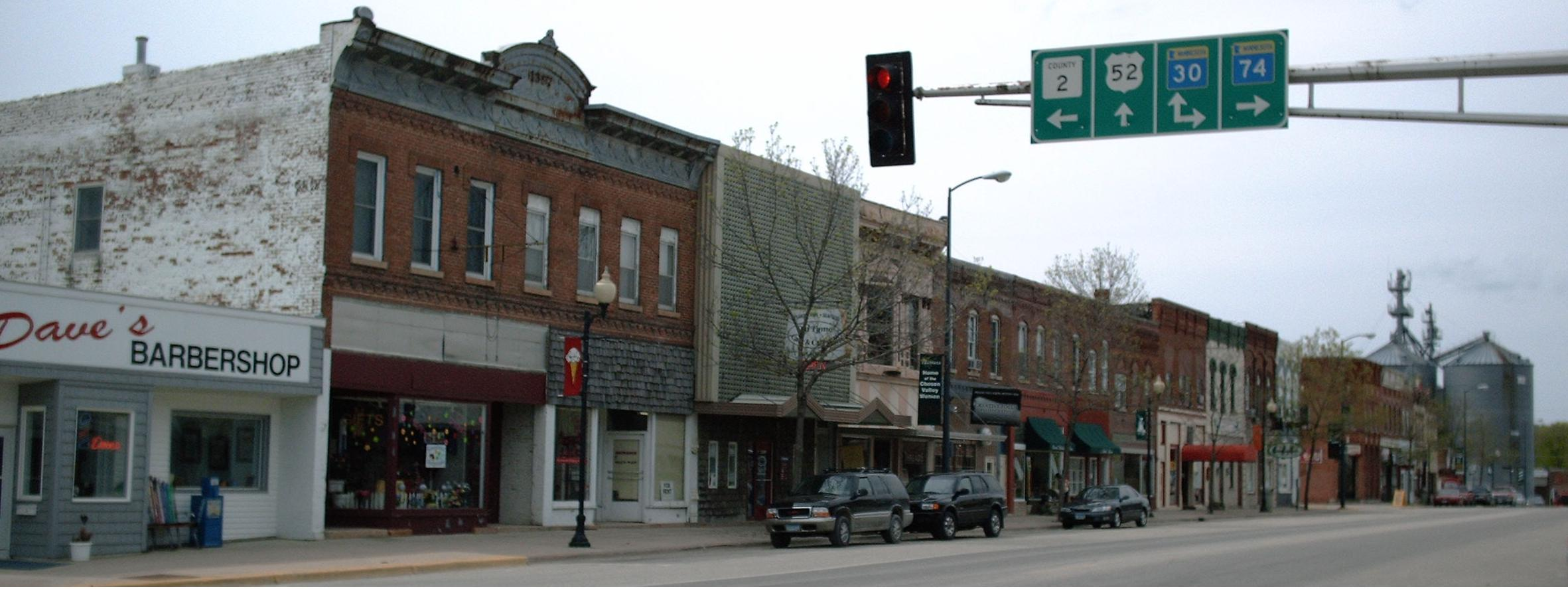
Beginn der Minnesota State Route 74 in Chatfield

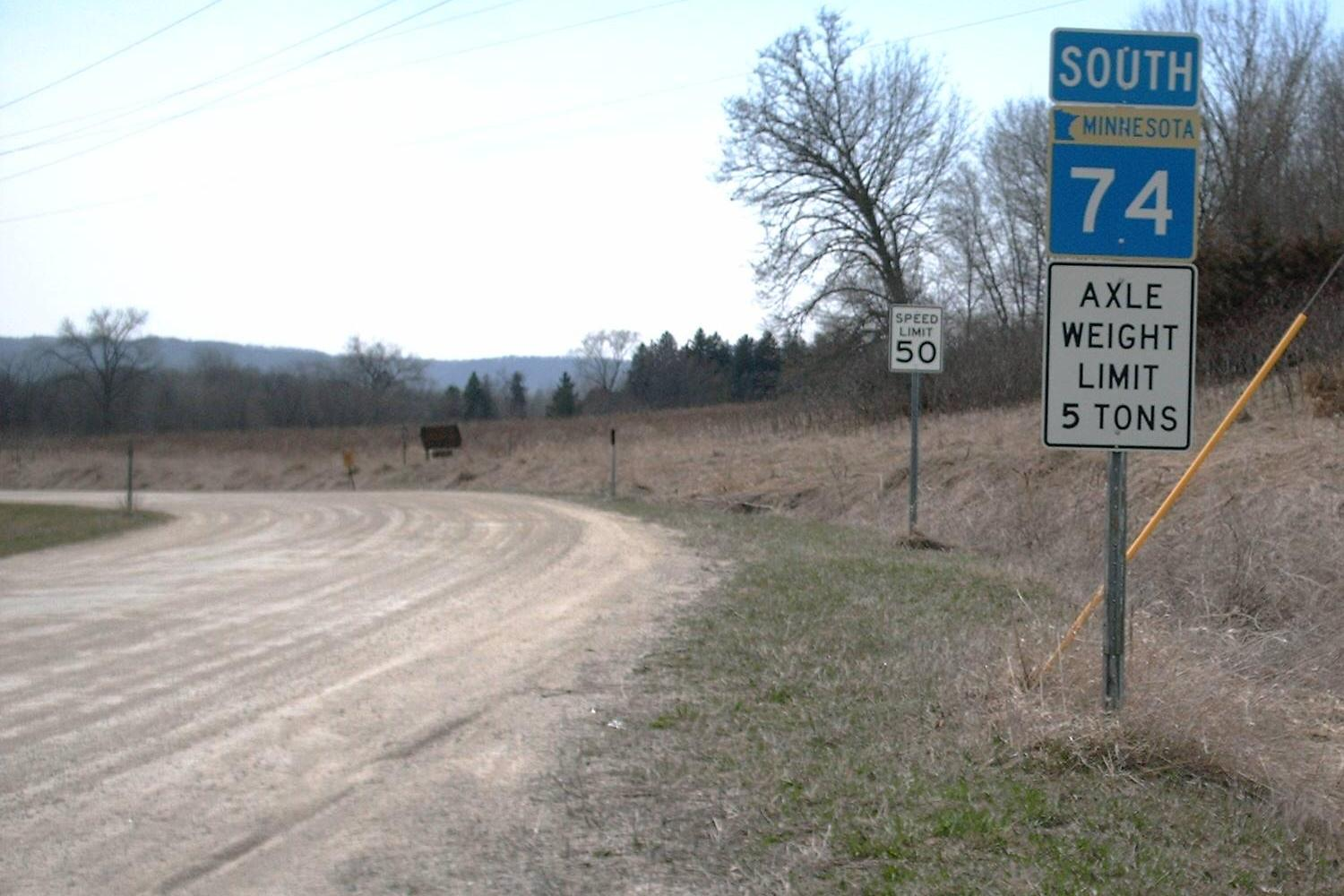
Am Nordende des unbefestigten Abschnitts, in der Nähe von Weaver.